# Giovanni Francesco Bellezia
Giovanni Francesco Bellezia, o Giò Francesco Bellezia o Gianfrancesco Bellezia (Torino, 26 novembre 1602 – Torino, 13 marzo 1672), è stato un politico italiano, sindaco di Torino durante la peste del 1630.

## Biografia
Appartenente a una famiglia originaria di Lanzo, nacque a Torino nel 1602 e si laureò in legge all'Università di Torino nel 1622. Dal 1612 è proprietario di una vigna nei pressi dell'attuale strada San Mauro, ai piedi della collina di Torino; è l'attuale Villa d'Agliè. Ereditata dal padre, la utilizzerà come residenza alternativa a quella nel centro della città, utilizzandola anche come rifugio sicuro durante l'epidemia di peste a Torino, pur senza abbandonare la città. È a lui che si deve la realizzazione dei muraglioni che sostengono il giardino della villa, creando la spianata che caratterizza il piazzale antistante.
Nel 1625 fu eletto decurione e nel 1628 fu nominato primo sindaco della città. Due anni dopo, nel 1630, Torino fu colpita da una gravissima epidemia di peste che uccise 8.000 persone e causò un esodo che ridusse la popolazione a soli 3.000 abitanti. Bellezia rimase sempre a Torino, anche quando fu abbandonata dalla famiglia Savoia, rifugiatasi a Cherasco, e da tutti gli altri magistrati. Fu colpito egli stesso dalla peste, ma affrontò con risolutezza tutte le emergenze, tra cui l'isteria popolare nei confronti dei presunti untori e gli episodi di sciacallaggio.
Fu inoltre il principale rappresentante del Ducato di Savoia ai negoziati della pace di Vestfalia nel 1648, nonché giudice della Camera dei conti e infine presidente del Senato piemontese.
Morì a Torino nel 1672 e venne sepolto nella chiesa dei Santi Martiri.

## Omaggi e riconoscimenti
- La sua figura è ricordata anche nei Ragionamenti di Cesare Cantù.
- Per i meriti acquisiti, che rimasero nella memoria della città, nel 1635 il Duca Vittorio Amedeo I lo nominò consigliere senatore ed avvocato patrimoniale generale della Camera dei Conti. In seguito divenne anche conte, ambasciatore e presidente del Senato.
- La città lo ha ricordato intitolandogli nel 1807 una delle vie più antiche nella zona del cosiddetto "quadrilatero romano" e collocando nel 1866 una lapide presso la sua residenza cittadina nell'attuale via Bellezia 4.